# 벌교고등학교
벌교고등학교(筏橋高等學校)는 대한민국 전라남도 보성군 벌교읍 장좌리에 있는 사립 고등학교이다.

## 학교 연혁
- 1986년 1월 7일 : 삼광학원 벌교고등학교 설립인가
- 1986년 3월 4일 : 인문계고등학교 5학급 개교
- 1986년 3월 4일 : 초대 교육학박사 박현순 선생 취임
- 1998년 3월 3일 : 도서관 및 대강당 준공
- 1999년 3월 3일 : 삼광학숙(기숙사) 및 식당 개관
- 2000년 7월 1일 : 남녀공학으로 학칙변경
- 2000년 12월 30일 : 별관 준공(미술실, 음악실, 컴퓨터실, 과학실)
- 2002년 3월 4일 : 여학생전용기숙사 및 별관 준공
- 2004년 2월 12일 : 체육관 송암관(松巖館) 준공
- 2009년 8월 3일 : 교과교실제 운영 학교 지정
- 2010년 4월 6일 : 급식실 개축 및 영어 타운(교과 교실제) 준공
- 2011년 7월 31일 : 기숙사 준공
- 2021년 1월 2일 : 삼광학원 이사장 박용혜 선생 취임
- 2024년 3월 1일 : 디지털 선도학교 선정 (~2025.2.28.)
- 2025년 2월 7일 : 제37회 99명 졸업(총 6,085명)
- 2025년 3월 1일 : 제7대 교장 박춘동 선생 취임

## 참고 자료
- 벌교고등학교 - 한국교육학술정보원 학교알리미